# Are U Ready?
Singles de Pakito
Moving on Stereo
(2006)
Are U Ready? est le troisième single de Pakito, sorti en 2007. Pour ce morceau le groupe a utilisé un sample du morceau Are u ready par Groove Coverage. Artwork par Julien "Frenchie" Massonnet.

## Classement des ventes
| Classement | Meilleure position |
| ---------- | ------------------ |
| Belgique   | 37                 |
| Finlande   | 7                  |
| France     | 2                  |
| Pays-Bas   | 14                 |